# Etanolni metabolizam
Etanol, alkohol prisutan u prirodi i u alkoholnim pićima, se metaboliše putem kompleksnog kataboličkog metaboličkog puta.

## Ljudska metabolička fiziologija

### Etanol i evolucija
Istraživanja sugerišu da su životinje evoluirale sposobnost da metabolišu alkohol u fermentisanom voću da bi se adaptirale na prmene klime pre oko 10 miliona godina. Enzimi u njihovom stomaku, a posebno onaj sa nazivom ADH4, imaju sposobnost korištenja kalorijske energije alkohola.
Prosečni ljudski digestivni sistem proizvodi oko 3g etanola na dan putem fermencije svog sadržaja. Katabolička degradacija etanola je esencijalna za život, ne samo za ljude, nego za skoro sve žive organizme. Pojedine aminokiselinske sekvence enzima koji se koriste za oksidaciju etanola su konzervirane (neizmenjene) idući unazad do jednoćelijskih bakterija. Takva funkcija je neophodna jer svi organizmi proizvode alkohol u malim količinama u nekoliko biohemijskih puteva, a prvenstveno pri sintezi masnih kiselina, glicerolipidnom metabolizmu, i putevima biosinteze žučnih kiselina. Kad telo ne bi imalo mehanizam za katabolizovanje alkohola, oni bi se nakupili u telu i postali toksični. To može da bude evoluciono obrazloženje za alkoholni katabolizam.

### Fiziološke strukture
Osnovni organizacioni motiv bioloških sistema je povećana kompleksnost specijalizovanih tkiva i organa, čime se omogućava veća specifičnost funkcije. Tom trendu je podložna i obrada etanola u ljudskom telu. Enzimi koji su neophodni za reakcije oksidacije su ograničeni na određena tkiva. Specifično, znatno veće koncentracije takvih enzima su prisutne u jetri, Ona je primarna lokacija za alkoholni katabolizam. Varijacije gena utiču na alkoholni metabolizam i ponašanje pri konzumaciji.

## Literatura
- Carrigana MA, Uryasev O,  . (2014). „Hominids adapted to metabolize ethanol long before human-directed fermentation.”. Proc. Natl. Acad. Sci. USA. 112 (2): 599—608. PMC 4299227 . PMID 25453080. doi:10.1073/pnas.1404167111.